# Linuddens naturreservat
Linuddens naturreservat är ett naturreservat beläget på Arnölandet cirka sex kilometer sydost om Nyköping i Nyköpings kommun.
Naturreservatet består av lövskog och betade strandängar och har ett rikt fågelliv med bland annat Tofsvipa, Rödbena, Härmsångare, Gärdsmyg, Svarthätta och Mindre hackspett. Bland växterna finns exempelvis Stagg, Svinrot, Majviva, Ormbär, Lungört och Vårärt.
Området är 6,8 hektar stort och bildades som reservat 1947.
Naturreservatet ingår i det Europeiska nätverket (Natura 2000).

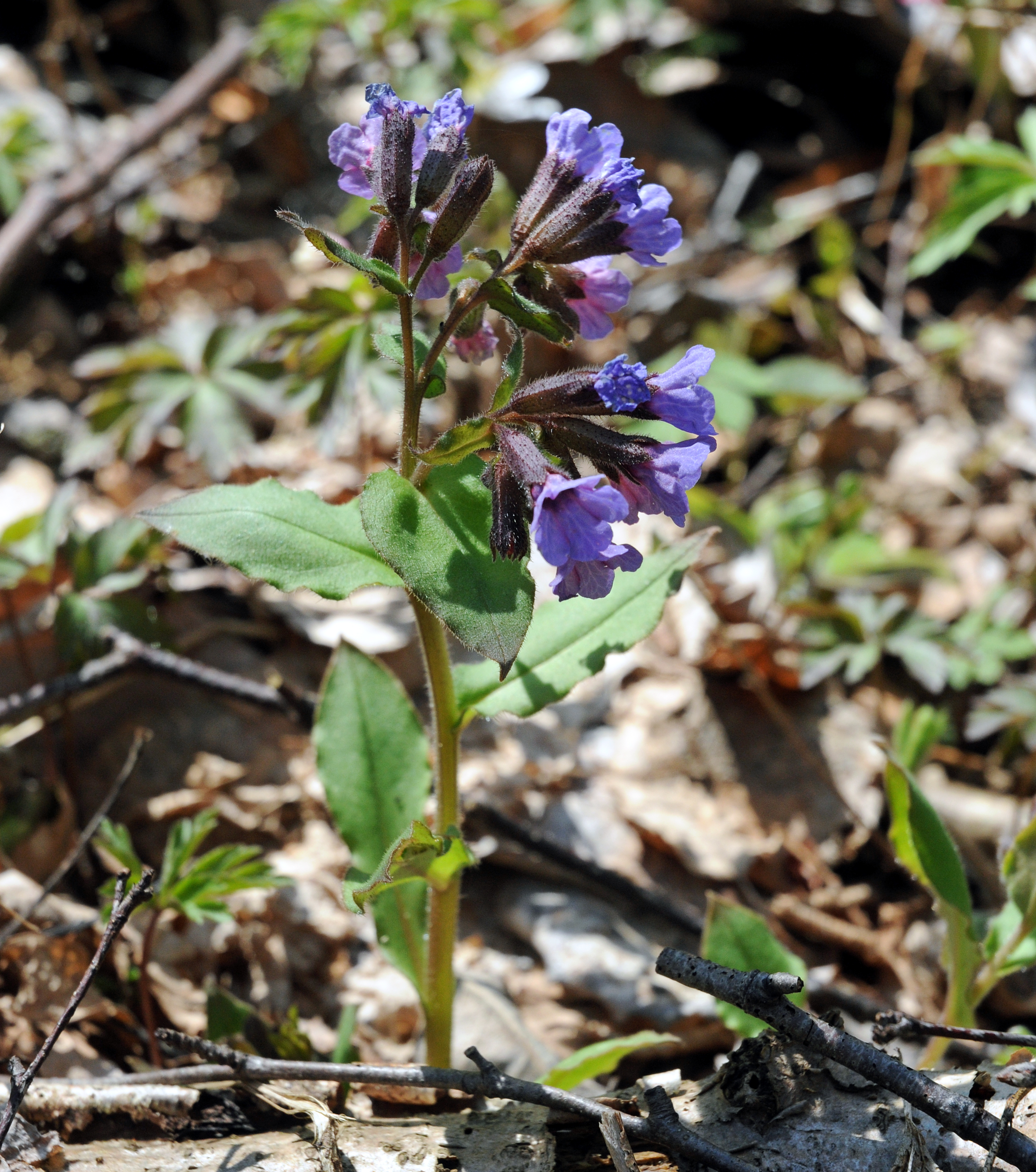
Lungört.
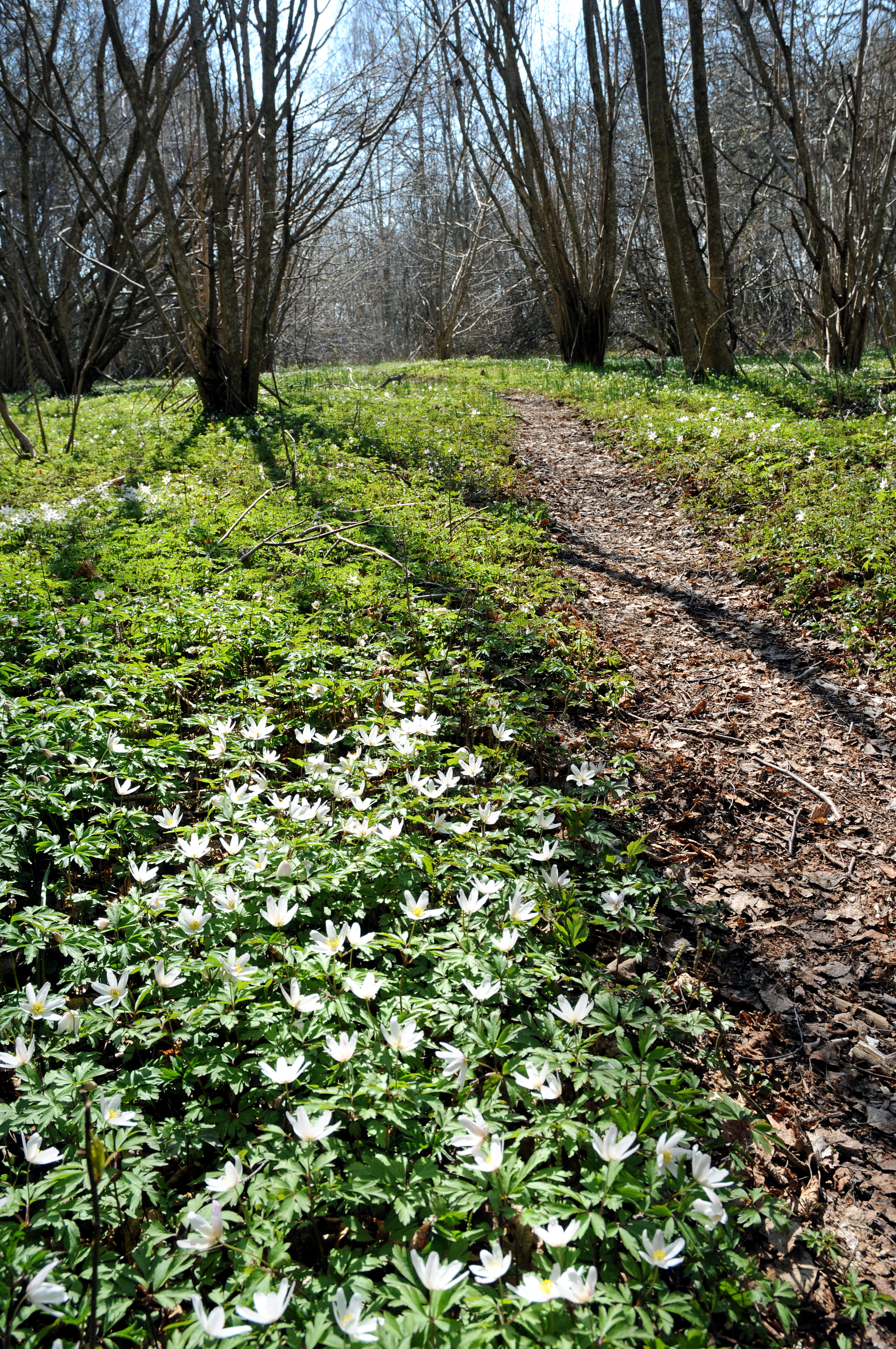
Vitsippor i april.
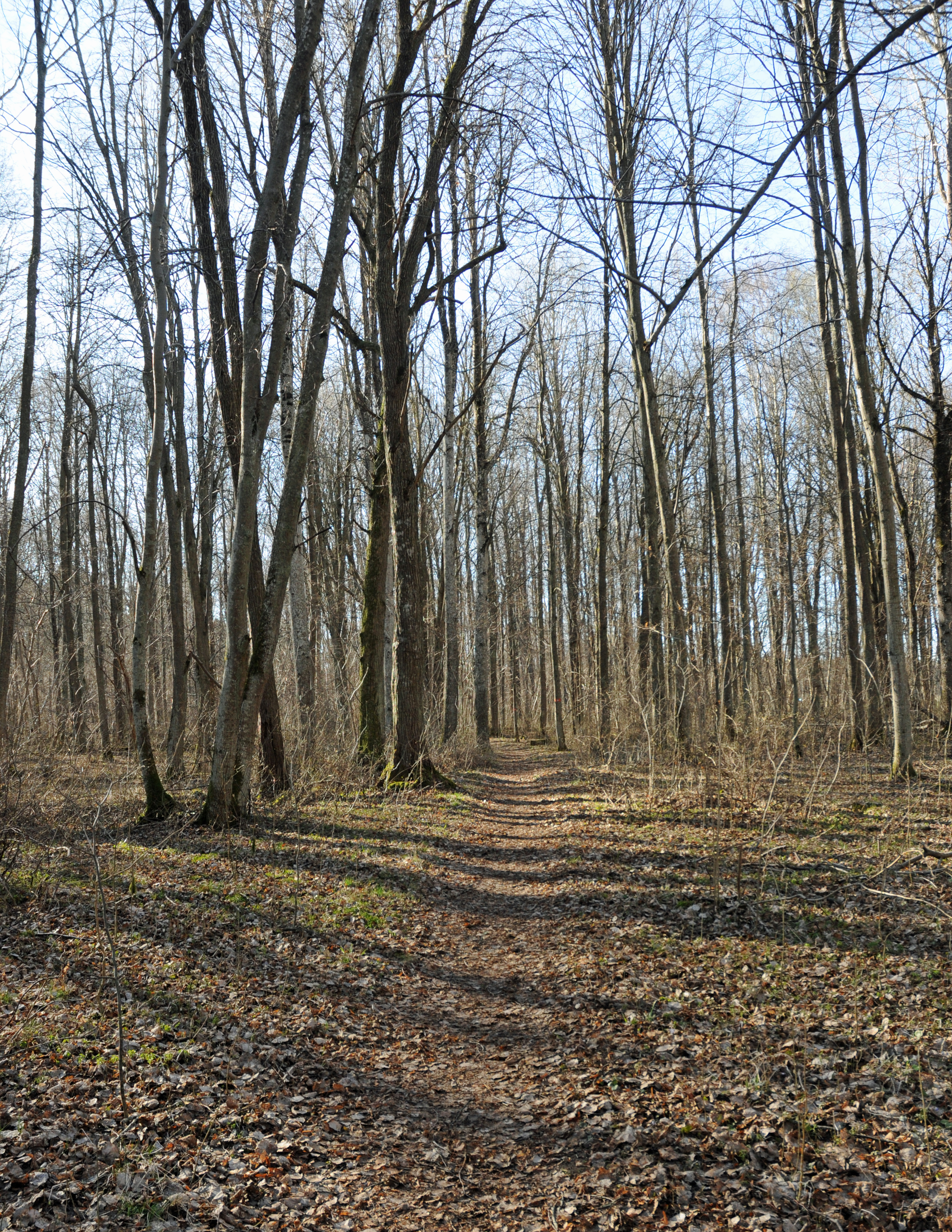

## Webbkällor
- Länsstyrelsen Södermanlands län

1. 1 2 3 4 5 6  Skyddade områden, naturreservat, 18 december 2015, läs onlineläs online, läst: 20 januari 2017.[källa från Wikidata]